# Phum Viphurit
Viphurit Siritip (tiếng Thái: วิภูริศ ศิริทิพย์, Sinh năm 1995), được biết đến với nghệ danh Phum ภูมิ), là một ca sĩ kiêm nhạc sĩ Thái Lan. Anh được biết đến rộng rãi vào năm 2018 nhờ đĩa đơn "Lover Boy". Âm nhạc của anh thể hiện sự ảnh hưởng của nhiều dòng nhạc, đặc biệt là neo soul.

## Tiểu sử
Viphurit sinh tại Băng Cốc, Thái Lan, trong gia đình có cha là một kiến trúc sư danh tiếng, mẹ là nhà thiết kế đồ họa. Viphurit chuyển đến Hamilton, New Zealand năm 9 tuổi. Anh đã sở hữu nhạc cụ đầu tiên; là một chiếc trống mà anh mong muốn từ khi còn nhỏ. Tuy nhiên, Viphurit đã buộc phải dừng chơi trống và chuyển sang chơi guitar vì tiếng trống được cho là đã làm phiền hàng xóm. Viphurit chuyển về Thái Lan khi 18 tuổi để học tại Trường đại học Quốc tế Đại học Mahidol.
Ở Thái Lan, Viphurit được biết đến với các bài hát tự sáng tác và các bản cover trên YouTube. Anh đã ký hợp đồng với hãng thu âm Rat Records. Anh đã phát hành album đầu tay Manchild vào năm 2017. Hai đĩa đơn tiếp theo của anh, "Long Gone" và "Lover Boy", đã giúp anh được biết đến rộng rãi. Anh đã đi lưu diễn quốc tế vào năm 2018 tại Hồng Kông, Đài Loan, Hàn Quốc, Nhật Bản, Ba Lan, Đức, Anh, Pháp, Thụy Sĩ, Ý, Hà Lan, Hoa Kỳ, Indonesia, Malaysia, Philippines và Singapore. Anh phát hành đĩa đơn "Hello Anxiety" vào năm 2019 và lưu diễn tại Hoa Kỳ lần thứ hai.

## Danh sách đĩa nhạc

### Album phòng thu
| Tựa đề              | Chi tiết |
| ------------------- | --- |
| Manchild            | - Phát hành: 4 tháng 2 năm 2017 - Hãng thu âm: Rat Terrier, Earthtone Records, Lirico - Định dạng: CD, LP, tải xuống kỹ thuật số |
| The Greng Jai Piece | - Phát hành: 31 tháng 1 năm 2023 - Hãng thu âm: Rats Records, Lirico - Định dạng: CD, LP, tải xuống kỹ thuật số                  |

### Đĩa mở rộng
| Tựa đề                          | Chi tiết |
| ------------------------------- | --- |
| Bangkok Balter Club             | - Phát hành: 8 tháng 9 năm 2019 - Hãng thu âm: Rat Records, Linco - Định dạng: CD, tải xuống kỹ thuật số, vinyl |
| Phum Viphurit on Audiotree Live | - Phát hành: 15 tháng 10 năm 2019 - Hãng thu âm: Audiotree - Định dạng: Tải xuống kỹ thuật số                   |

### Vai trò nghệ sĩ chính
| Đĩa đơn                                                         | Năm  | Album               |
| --------------------------------------------------------------- | ---- | ------------------- |
| "Adore"                                                         | 2014 | Manchild            |
| "Trial and Error"                                               | 2015 | Manchild            |
| "Run"                                                           | 2016 | Manchild            |
| "Strangers in a Dream"                                          | 2016 | Manchild            |
| "The Art of Detaching One's Heart" (ft. Jenny & The Scallywags) | 2016 | Manchild            |
| "Long Gone"                                                     | 2017 | Manchild            |
| "Lover Boy"                                                     | 2018 | Bangkok Balter Club |
| "Hello, Anxiety"                                                | 2019 | Bangkok Balter Club |
| "Softly Spoken"                                                 | 2020 | Bangkok Balter Club |
| "Wings" (Hwang So-yoon, Phum Viphurit)                          | 2020 | Non-album single    |

### Vai trò nghệ sĩ cộng tác
| Đĩa đơn                                                                                                | Năm  | Album          |
| --- | ---- | -------------- |
| "On the Sunny Side of the Street" (陽の当たる大通り Hi no Ataru Ōdōri) (Maki Nomiya ft. Phum Viphurit) | 2022 | World Tour Mix |

### Video âm nhạc
| Tựa đề           | Năm  | Đạo diễn                             |
| ---------------- | ---- | ------------------------------------ |
| "Lover Boy"      | 2018 | Jean Khamkwan                        |
| "Hello, Anxiety" | 2019 | Khamkwan Duangmanee                  |
| "Softly Spoken"  | 2020 | Phum Viphurit Tahkonpath Rojanavanit |
| "Welcome Change" | 2023 | Kuttiya Kanchanasopawong             |

### Vai trò khách mời
| Tựa đề                            | Năm  | Nghệ sĩ khác              | Album                 |
| --------------------------------- | ---- | ------------------------- | --------------------- |
| "Lover Boy 88"                    | 2018 | 88rising, Higher Brothers | Head in the Clouds    |
| "Dream Away"                      | 2018 | Stuts                     | Eutopia               |
| "Strange Land"                    | 2019 | 88rising, NIKI            | Head in the Clouds II |
| "Sunkissed (Phum Viphurit Remix)" | 2020 | Khai Dreams               | Sunkissed (Remixes)   |
| "A New Day"                       | 2021 | Nulbarich                 | New Gravity           |